# 金门话
金門話（白話字：Kim-mn̂g-ōe，臺羅：Kim-mn̂g-uē），又稱金門閩南語或金門閩南話，是通行于中華民國福建省金門縣的閩南語，為同安話之次方言。
中華民國文化部在2023年修正的《國家語言發展報告》中將金門話列在「台語（亦稱閩南語、河洛語、福佬語、holo語、臺灣話、臺灣閩南語）」段落。

## 詞彙
金門話所使用的詞彙與同安話相同，個別詞彙有別於受過日本語影響的臺灣話，如臺灣話稱摩托車為「ōtobai」（オートバイ）（Autobike）。而金門閩南語則照華語的字面發音，讀作。在使用量詞中，金門話最特殊的是同安話的“一欉”，而不是閩南語多數方言所使用的“枝”。